# Teloganopsis jinghongensis
Teloganopsis jinghongensis is een haft uit de familie Ephemerellidae. De wetenschappelijke naam van de soort is voor het eerst geldig gepubliceerd in 1984 door Xu, You & Hsu.
De soort komt voor in het Oriëntaals gebied.